# Yarmouth Fishing Boats Leaving Harbour
Yarmouth Fishing Boats Leaving Harbour er en britisk stumfilm fra 1896 af Birt Acres.